# Group Sex/Wild in the Streets
Group Sex/Wild in the Streets è una raccolta del gruppo hardcore punk statunitense Circle Jerks, pubblicata nel 1986 da Frontier Records. Su tratta di una ripubblicazione dei primi due album della band, Group Sex e Wild in the Streets.

## Tracce
- Le tracce 1-14 provengono da Group Sex.
- Le tracce 15-29 provengono da Wild in the Streets.

1. Deny Everything - 0:27
2. I Just Want Some Skank - 1:09
3. Beverly Hills - 1:06
4. Operation - 1:30
5. Back Against the Wall - 1:35
6. Wasted - 0:43
7. Behind the Door - 1:25
8. World Up My Ass - 1:17
9. Paid Vacation - 1:28
10. Don't Care - 0:35
11. Live Fast Die Young - 1:33
12. What's Your Problem - 0:57
13. Group Sex - 1:03
14. Red Tape - 0:56
15. Wild in the Streets - 2:33
16. Leave Me Alone - 1:18
17. Stars and Stripes - 1:39
18. 86'd (Good as Gone) - 1:54
19. Meet the Press - 1:19
20. Trapped - 1:39
21. Murder the Disturbed - 2:01
22. Letter Bomb - 1:13
23. Question Authority - 2:00
24. Defamation Innuendo - 2:21
25. Moral Majority - 0:54
26. Forced Labor - 1:16
27. Political Stu - 1:36
28. Just Like Me - 1:46
29. Put a Little Love in Your Heart - 2:12

## Crediti[2]
- Keith Morris - voce
- Greg Hetson - chitarra
- Roger Rogerson - basso
- Lucky Lehrer - batteria
- Circle Jerks - produttore
- David Anderle - produttore
- Gary Hirstius - produttore
- Cary Markoff - produttore
- Cliff Zelman - ingegneria del suono
- Paul McKenna - ingegneria del suono
- Steve Katz - ingegneria del suono
- Ken Lauber - ingegneria del suono
- Ed Colver - fotografia
- Glen E. Friedman - fotografia
- Frank DeLuna - mastering
- John Golden - mastering
- Doug Drug - design
- Karat Faye - ingegneria del suono (remissaggio)
- Carl Grasso - art director
- Shawn Kerri - illustrazioni
- Diane Zincavage - design, design della copertina, caratteri